# Eric Dane
Eric William Dane (ur. 9 listopada 1972 w San Francisco) – amerykański aktor telewizyjny, filmowy i teatralny.

## Życiorys

### Wczesne lata
Urodził się w San Francisco w stanie Kalifornia. Ma młodszego brata. Jego ojciec William Melvin jest architektem i dekoratorem wnętrz w San Francisco, a matka zajmowała się prowadzeniem domu. W latach 1987–1990 uczęszczał do Sequoia High School, a następnie w roku 1991 do San Mateo High; w szkole średniej był dobrym sportowcem. 

### Kariera
W szkole średniej wystąpił w All My Sons Arthura Millera, co go uświadomiło, że aktorstwo jest tym, czym chce w życiu zajmować się na poważnie. Przeprowadził się do Los Angeles i debiutował w telewizji w 1993 w serialu dla młodzieży Cudowne lata. Na początku swojej kariery grał mniejsze role, także w innych serialach: Świat według Bundych, Silk Stal Kings czy Roseanne. W 2000 wystąpił w Gideon's Crossing oraz w dwóch sezonach Czarodziejek. Wśród produkcji telewizyjnych wystąpił w dwóch filmach biograficznych: Serving in Silence o życiu Margarethe Cammermeyer i Helter Skelter, w którym grał rolę członka rodu Charlesa Mansona.
Pierwszą główną rolę zagrał w 1999 w filmie The Basket. Pojawił się także w Zoe, Buncan, Jack & Jane, Sol Goode, Feast i Oceanie strachu 2 oraz w przeboju kinowym X-Men: Ostatni bastion.
W 2005 gościnnie wystąpił w 19 odcinku 2 sezonu serialu stacji ABC Chirurdzy jako dr Mark Sloan. Pozytywna reakcja publiczności sprawiła, że od 3 sezonu pojawia się on regularnie w serialu. W 3 sezonie publiczność po raz pierwszy zobaczyła go wychodzącego mokrym z łazienki, mającego na sobie jedynie ręcznik. Scena ta długo nie schodziła z ust fanów.
W grudniu 2006 wystąpił w filmie sieci A&K Wedding Wars jako brat homoseksualisty, pragnącego możliwości zawierania związków małżeńskich przez pary gejowskie i lesbijskie.

## Życie osobiste
W 2001, na krótko związał się z aktorką Larą Flynn Boyle, którą spotkał podczas kręcenia mieszanki odcinków seriali Gideon's Crossin oraz The Practice, obydwu producenta Davida Kelleya. 29 października 2004 ożenił się z aktorką Rebeccą Gayheart. Jednak w lutym 2018 doszło do rozwodu. Jest również bliskim przyjacielem aktora Balthazara Getty.
6 lutego 2008 magazyn „OK!” ogłosił, iż u Dane'a zdiagnozowano raka skóry oraz że poddał się rekonwalescencji po usunięciu złośliwej tkanki z jego wargi. Jednakże, 13 lutego przedstawiciel „US Weekly” stwierdził, że Eric nie ma raka i został upokorzony błędną informacją.

## Filmografia
| Rok       | Tytuł                                                | Rola                         | Notatka                                   |
| --------- | ---------------------------------------------------- | ---------------------------- | ----------------------------------------- |
| 1991      | Saved by the Bell                                    | Tad Pogue                    | udział w 1 odcinku                        |
| 1993      | Cudowne lata                                         | Brett                        | udział w 1 odcinku                        |
| 1995      | Serving in Silence: The Margarethe Cammermeyer Story | Matt                         |                                           |
| 1995      | Świat według Bundych                                 | Oliver Cole                  | udział w 1 odcinku                        |
| 1996      | Seduced by Madness: The Diane Borchardt Story        | Nick                         |                                           |
| 1996      | Jedwabne pończoszki                                  | Justin Whalen                | udział w 1 odcinku                        |
| 1996      | Roseanne                                             | Bellhop                      | udział w 1 odcinku                        |
| 1999      | The Basket                                           | Tom Emery                    |                                           |
| 2000      | Zoe, Duncan, Jack & Jane                             | Alec                         | udział w 1 odcinku                        |
| 2001      | Ball & Chain                                         | Jack                         |                                           |
| 2001      | Sol Goode                                            | nadmiernie dramatyczny aktor |                                           |
| 2001      | Gideon's Crossing                                    | Dr. Wyatt Cooper             | udział w 4 odcinkach                      |
| 2002      | Ambasada USA                                         | Rob Goodwin                  |                                           |
| 2003-2004 | Czarodziejki                                         | Jason Dean                   | udział w 9 odcinkach                      |
| 2004      | Las Vegas                                            | Leo Broder                   | udział w 2 odcinkach                      |
| 2004      | Helter Skelter                                       | Charles „Tex” Watson         |                                           |
| 2005      | Feast                                                | Hero                         |                                           |
| 2005      | Bezcenna Jane                                        | Nick                         |                                           |
| 2005      | Chirurdzy                                            | Mark Sloan                   | Sezon 2 (gościnnie) 3 – 9 (główna postać) |
| 2006      | X-Men: Ostatni bastion                               | Jamie Madrox/Multiple Man    |                                           |
| 2006      | Ocean strachu 2                                      | Dan                          |                                           |
| 2006      | Wedding Wars                                         | Ben Grandy                   |                                           |
| 2006      | Chirurdzy                                            | Dr Mark Sloan                |                                           |
| 2008      | Marley i Ja                                          | Sebastian                    |                                           |
| 2009      | Prywatna praktyka                                    | Dr Mark Sloan                | odcinek Ex-Life                           |
| 2010      | Walentynki                                           | Sean Jackson                 |                                           |
| 2010      | Burleska                                             | Marcus Gerber                |                                           |
| 2014      | Ostatni okręt                                        | komandor Tom Chandler        | Jedna z głównych postaci serialu          |
| 2019      | Euforia                                              | Cal Jacobs                   |                                           |